# Lamek, Metušaelov sin
Za drugog Lameka, pogledajte Lamek, Metušalahov sin.
Lamek (hebrejski לֶמֶךְ) je lik iz Biblije. Spomenut je u Knjizi Postanka kao potomak Kajinov.

## Etimologija
Lamekovo ime može značiti "prosjak" ili "Božji sluga"/"svećenik".

## UBibliji
U Bibliji se o Lameku kaže sljedeće:
"Kajin pozna svoju ženu te ona zače i rodi Henoka... Henoku se rodio Irad, a od Irada potekao Mehujael; od Mehujaela poteče Metušael, od Metušaela Lamek. Lamek uzme dvije žene. Jedna se zvala Ada, a druga Sila. Ada rodi Jabala, koji je postao praocem onih što pod šatorima žive sa stokom. Bratu mu bijaše ime Jubal. On je praotac svih koji sviraju na liru i sviralu. Sila rodi Tubal-Kajina, praoca onih koji kuju bakar i željezo. Tubal-Kajinovoj sestri bijaše ime Naama."
Lamek je rekao svojim ženama:
Lamek je bio prvi poligamist spomenut u Bibliji. Prema židovskoj tradiciji, Lameku je Sila bila draža od Ade. 
Lamek je sličan svom pretku Kajinu, prvom ubojici, jer je i Lamek nekoga ubio. Zanimljivo, Lamek je jednog svog sina nazvao po Kajinu. 